# レントゲニウム
レントゲニウム（英: Roentgenium）は、元素記号Rg、原子番号111の化学元素である。放射性が非常に高い人工元素で、研究室内で作られるが、自然界では見られない。最も安定な既知の同位体はレントゲニウム282で、半減期は100秒である。ただし、存在が未確定のレントゲニウム286は、約10.7分というより長い半減期を持つ可能性がある。レントゲニウムは、1994年にドイツ・ダルムシュタットの重イオン研究所が最初に合成し、X線を発見したヴィルヘルム・レントゲンの名前に因んで名づけられた。これまで少数のレントゲニウム原子が合成されているが、今のところ科学研究以外の実用的な用途は持たない。
周期表上では、dブロック元素である。第7周期元素、第11族元素であるが、第11族元素の金の同族元素として振る舞うことを確認する化学実験は未だ行われていない。計算では、より軽い同族元素である銅、銀、金と似た性質を持つと予測される。室温では固体で、通常の状態では金属質の外観を持つと考えられる。

## 導入

核融合反応の図示。2つの原子核が1つに融合し、1つの中性子を放出する。

重い原子核は、2つの異なる原子核の核融合反応により形成され、おおまかに、2つの原子核の質量の差が大きいほど、反応の可能性は高くなる。重い方の原子核を持つ物質を標的とし、軽い原子核の粒子線を照射することで、2つの原子核が十分に接近すると、1つの原子核への融合が起こりうる。通常、陽電荷を持つ2つの原子核は、クーロンの法則により互いに反発する。原子核同士が非常に近づくときのみ、強い相互作用がこの反発力に打ち克つ。そのため、粒子線となる原子核の速度を、この反発力が無視できる程度まで、加速器で加速する必要がある。ただし、2つの原子核が融合するためには、2つの原子核が単に近づくだけでは不十分である。2つの原子核が近づいただけでは、通常、1つの原子核に融合するのではなく、10-20秒間だけ一緒に留まった後、離れていく（この時、反応前と同じ構成とは限らない）。核融合が起こる場合、複合核と呼ばれる一時的な融合状態が励起状態となる。励起エネルギーを失い、より安定な状態に達すると、複合核は核分裂反応を起こすか、1つまたはいくつかの原子核の核破砕反応を起こして、エネルギーを持ち去る。この事象は、最初の衝突の約10-16秒後に起こる
粒子線が標的を通り過ぎると、次のチェンバーであるセパレーターに移送される。新しい原子核ができていると、この粒子線により運ばれる。セパレーターでは、生成した原子核は他の原子核（粒子線の原子核やその他の反応生成物）から分離され、表面障壁型半導体検出器に運ばれる。粒子はそこで停止し、検出器上での正確な衝突位置とそのエネルギー、到達時間が記録される。移送には約10-6秒を必要とし、検出までに原子核はこの長時間を生き残る必要がある。崩壊が起こると、原子核の位置、エネルギー、崩壊時間が再度記録される。
原子核の安定性は、強い相互作用によってもたらされる。しかしそれが及ぶ範囲は非常に短く、原子核が大きくなるほど、最外殻の核子（陽子と中性子）が強い相互作用から受ける影響は小さくなっていく。同時に、陽子間の静電反発により原子核は引き裂かれ、これは範囲の制約がない。そのため、重元素の原子核は、このような反発によるアルファ崩壊や自発核分裂のようなモードが主要な崩壊過程になると理論的に予測されており、これまで実際の観測もそれを裏付けてきた。このような崩壊モードは、超重元素の原子核には支配的なものである。アルファ崩壊は、放出されたアルファ粒子により記録され、崩壊生成物は実際の崩壊前に容易に決定できる。一度の崩壊や連続した崩壊により既知の原子核が生成されると、計算により反応の出発点となる原子核が決定できる。しかし、自発核分裂では生成物として様々な原子核が生じ、そのため、娘核からは、出発点となる原子核が決定できない。
重い元素を合成しようとする物理学者が得られる情報は、このように検出器により収集される、粒子が検出器に衝突した距離、エネルギー、時間と、崩壊の際の同様の情報となる。物理学者はこのデータを分析し、これが新元素によって引き起こされたものであり、他の核種により引き起こされたものではないと結論付けようとする。しばしば、得られたデータは、新元素の生成を確定するには不十分なものであったり、解釈の誤りの元となりうる。

## 歴史

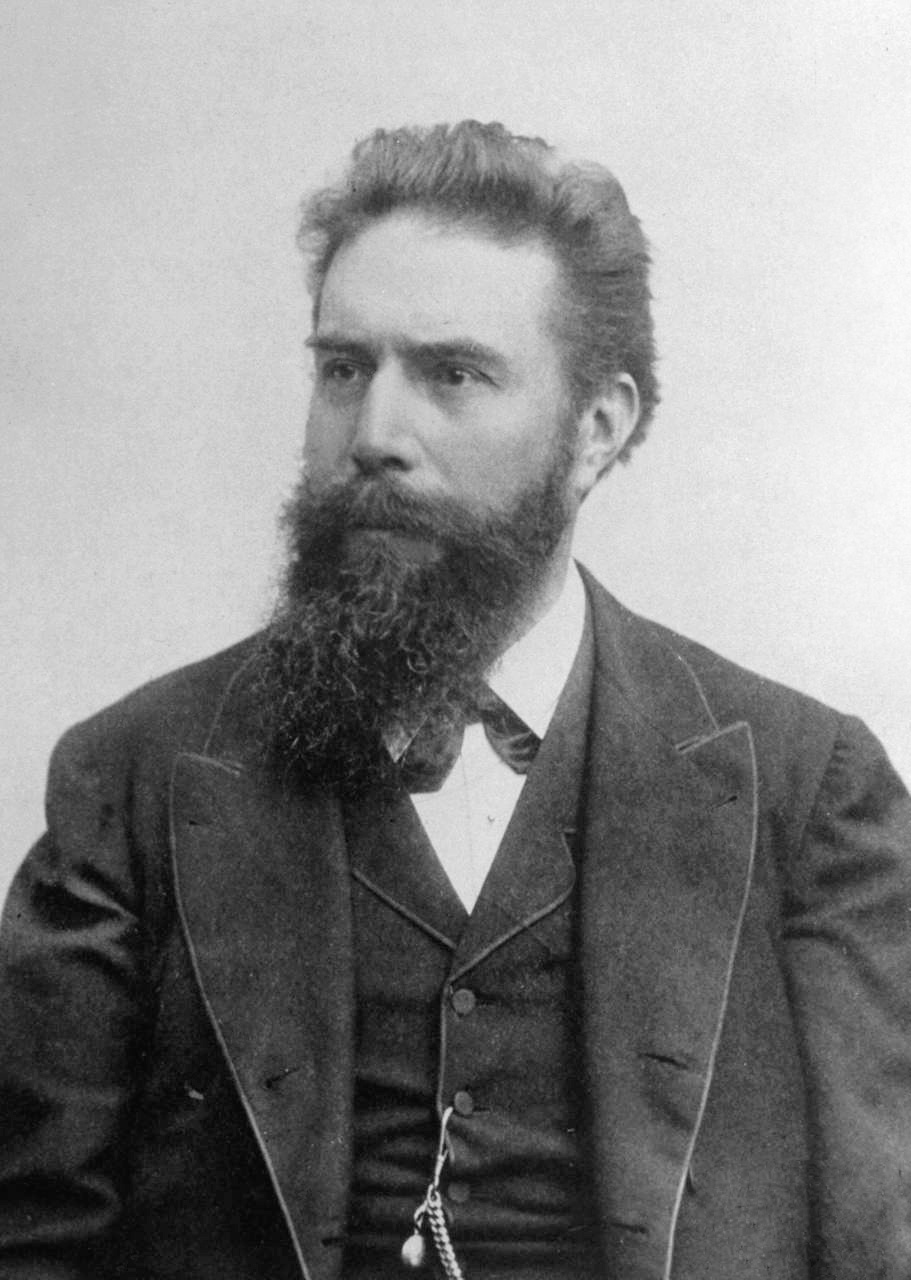
レントゲニウムは、X線の発見者であるヴィルヘルム・レントゲンの名前に因んで命名された。

### 公式な発見
1994年12月8日にシグルド・ホフマンが率いる重イオン研究所の国際チームによって初めて合成された。チームは、ビスマス209の標的にニッケル64の加速した原子核を照射し、レントゲニウム272の3つの原子核を検出した。
20983Bi + 6428Ni → 272111Rg + 10n
この反応は、当時ソビエト連邦のドゥブナ合同原子核研究所でも1986年に行われたが、272Rg原子は検出されなかった。2001年、IUPAC/IUPAP共同作業部会は当時、発見には証拠が不足していると結論付けた。重イオン研究所のチームは2002年に同じ実験を行い、3つの原子を検出した。2003年の報告で、共同作業部会は、重イオン研究所のチームによるこの元素の発見を認定した。

### 命名
ドミトリ・メンデレーエフによる未命名・未発見元素の命名規則により、111番元素は、エカ金として知られていた。1979年、国際純正・応用化学連合は勧告を出し、それにより111番元素は発見が確定し正式に命名されるまでの間、ウンウンウニウム（記号：Uuu）と呼ばれることになった。この名前は、化学の授業からより上級の教科書まで、あらゆるレベルの化学コミュニティで広く使われているが、この分野の多くの科学者からはほぼ無視されており、「元素111」と呼ばれたり、E111、(111)または単に111という記号で表される。
レントゲニウムという名前とRgという記号は、X線の発見者であるドイツの物理学者ヴィルヘルム・レントゲンを称えて、2004年に重イオン研究所のチームにより提案された。この年の11月1日に国際純正・応用化学連合により認定された。

## 同位体
レントゲニウムは安定な同位体や天然に生成する同位体を持たない。いくつかの放射性同位体が、より軽い原子核の融合かより重い原子核の崩壊の中間体として、研究室内で合成されている。原子量が272、274、278-283、286（283と286は未確定）の9つの同位体が報告されている。そのうち、原子量が272と274のものは、未確定の準安定状態を持つ。全ての同位体が、アルファ崩壊または自発核分裂により崩壊するが、280Rgは、電子捕獲もすると考えられる。

### 安定性と半減期
全てのレントゲニウム同位体は非常に不安定で放射性が高い。一般的に、より重い同位体であるほどより安定性が高い。最も安定な既知の同位体は、存在が確定している中で最も重い282Rgであり、半減期は100秒である。未確定の286Rgはより重く、約10.7分というより長い半減期を持つと考えられる。これは、超重元素の原子核の中で、最も長寿命なものの1つである。同様に、283Rgも約5.1分という半減期を持つと考えられる。280Rgと281Rgも1秒を超える半減期を持つと報告されているが、残りの同位体の半減期は数ミリ秒である。

## 予測される性質
核特性を除き、レントゲニウム及びその化合物の性質は測定されていない。これは、合成が非常に限られており、また高価なことと、非常に速く崩壊するためである。金属レントゲニウムの性質は、予測値のみが利用可能である。

### 化学的性質
レントゲニウムは、6dブロックの9番目の遷移元素である。イオン化ポテンシャルや原子半径、イオン半径の計算は、より軽い同族元素である金と類似しており、そのため、レントゲニウムの基本的な性質は第11族の銅、銀、金と類似していることが示唆されるが、若干違いがあることも予測されている。
貴金属であると予測されている。標準電極電位は、Rg3+ / Rg対に対して1.9 Vで、Au3+ / Au対の1.5 Vよりも大きい。第一イオン化エネルギーは1020 kJ/molと予測され、希ガスであるラドンの1037 kJ/molとよく一致している。より軽い第11族元素の最も安定な酸化状態に基づき、+5と+3の安定な酸化状態を示し、+1の状態の安定性は低いと予測される。+3の酸化状態が最も安定であると予測される。
レントゲニウム(III)の反応性は金(III)と同程度と予測されるが、より安定で形成する化合物の種類は多い。金は、相対論効果のため、いくらか安定な-1の酸化状態も形成し、これはレントゲニウムについても同様であると提案されている。それにも関わらず、レントゲニウムの電子親和力は、金の2.3 eVと比べてかなり低い約1.6 eVと予測されているため、安定しないまたは存在しない可能性がある。6d軌道は相対論効果とスピン起動相互作用によって、第四遷移金属の最後あたりで不安定化される、6d電子の結合への関与の割合が高くなるために、高酸化状態のレントゲニウム(V)は、より軽い同族元素である金(V)（五フッ化金のみで知られる）よりも安定になる。スピン軌道相互作用は、より多くの6d電子で結合するレントゲニウム分子を安定化させる。例えば、RgF6-はRgF4-よりも安定で、RgF4-はRgF2-よりも安定と予測される。RgF6-の安定性はAuF6-の安定性と一致する。銀のアナログであるAgF6-は知られておらず、わずかに安定で、AgF4-とフッ素分子(F2)に分解すると考えられている。さらに、Rg2F10は分解に対して安定である一方、アナログのAu2F10（五フッ化金）は不安定でAu2F6とF2に分解する。七フッ化金(AuF7)は、金(V)二フッ素複合体AuF5・F2として知られ、真の金(VII)七フッ化物よりもエネルギーが低い。これに対し、RgF7は真のレントゲニウム(VII)七フッ化物として、より安定であると計算されるが、いくらか不安定で、室温で少しのエネルギーを放出してRg2F10とF2に分解する。レントゲニウム(I)は、得ることが難しいと考えられる。金は容易にシアン化物複合体Au(CN)2-を形成し、青化法で金を鉱物から抽出するのに用いられる。レントゲニウムも同様にRg(CN)2-を形成すると考えられる。
第11族元素の最外殻のs-小軌道の相対論的収縮は、レントゲニウムで最も強くなると予測されているため、周期表上で前にあるマイトネリウムやダームスタチウムと比べてその化学的性質に関心が持たれている。水素化レントゲニウム(RgH)の計算では、スピン起動相互作用のため0.7 eV分弱まるものの、相対論的効果によりレントゲニウム-水素間の結合の強さが2倍になることが示される。化合物AuX及びRgX（X=F, Cl, Br, O, Au, Rg）も研究されている。Rg+はAu+よりも柔らかく、最も柔らかい金属イオンと予測されるが、酸として振る舞うか塩基として振る舞うかは議論がある。水溶液中では、アクアイオン[Rg(H2O)2]+結合を形成し、Rg-O間距離は207.1 pmとなる。また、アンモニア、ホスフィン、硫化水素とRg(I)複合体を形成すると予測される。

### 物理学的性質
標準状態では固体であり、電子電荷密度が異なるため、面心立方格子に結晶化するより軽い同族体とは異なり、体心立方格子に結晶化する。実測された中で最も密度が高いオスミウムの22.61 g/cm3に対し、密度が約22-24 g/cm3と非常に重い金属である。
第11族の安定な元素である銅、銀、金は、全て最外殻電子の配置が(n-1)d10ns1である。これらの各元素の第一励起状態の電子配置は(n-1)d9ns2である。d電子のスピン軌道カップリングのため、この状態のエネルギー準位は2つに分裂する。銅では、基底状態と最も低い励起状態のエネルギーの差により、赤色がかって見える。銀では、エネルギーの差が広がり、銀色に見える。しかし、原子番号が大きくなると、相対論効果のため励起準位は安定化し、金ではエネルギーの差は再び小さくなり、金色に見える。レントゲニウムの場合、安定化のため、6d97s2準位が基底状態と同程度、6d107s1準位が第1励起状態と同程度になると計算される。新しい基底状態と第1励起状態のエネルギーの差は銀と同程度となり、レントゲニウムの外見は銀と似ていると推測される。また、レントゲニウムの原子半径は約138 pmと推測される。

## レントゲニウムに関する実験
その収率の低さから、レントゲニウムの化学的性質ははっきりとは分かっていない。超アクチノイド元素の化学研究のためには、半減期が1秒以上、1週間に1原子以上の合成速度で、少なくとも4原子以上の合成が必要となる。確定している最も安定した同位体である282Rgの半減期は100秒と十分な長さであるが、統計的に有意な結果が得られるよう、実験を数週間から数か月続けるために、合成速度を上げる必要がある。重い元素の収量は軽い元素よりも少ないと予測されるため、気相及び溶液内の化学実験を自動化されたシステムで行うためには、レントゲニウム同位体の分離と検出を連続して行うことが必要である。しかし、かつては第11族のns小軌道の相対論的効果がレントゲニウムで最大となるという理論的予測から関心が持たれていたものの、レントゲニウムの化学的性質については、より重いコペルニシウムからリバモリウムと比べ、関心を集めなくなった。同位体280Rg及び281Rgは、各々、モスコビウムの同位体288Mc及び289Mcの孫娘核として合成できる可能性があり、化学実験が可能となる可能性がある。親核は各々、既に予備的な化学研究を受けているニホニウムの同位体284Nh及び285Nhである。

## 関連文献
- Audi, G.; Kondev, F. G.; Wang, M. et al. (2017). “The NUBASE2016 evaluation of nuclear properties”. Chinese Physics C 41 (3):  030001. Bibcode: 2017ChPhC..41c0001A. doi:10.1088/1674-1137/41/3/030001.
- Beiser, A. (2003). Concepts of modern physics (6th ed.). McGraw-Hill. ISBN 978-0-07-244848-1. OCLC 48965418
- Hoffman, D. C.; Ghiorso, A.; Seaborg, G. T. (2000). The Transuranium People: The Inside Story. World Scientific. ISBN 978-1-78-326244-1
- Kragh, H. (2018). From Transuranic to Superheavy Elements: A Story of Dispute and Creation. Springer Science+Business Media. ISBN 978-3-319-75813-8
- Zagrebaev, V.; Karpov, A.; Greiner, W. (2013). “Future of superheavy element research: Which nuclei could be synthesized within the next few years?”. Journal of Physics: Conference Series 420 (1):  012001. arXiv:1207.5700. Bibcode: 2013JPhCS.420a2001Z. doi:10.1088/1742-6596/420/1/012001. ISSN 1742-6588.